# Шабунина, Парасковья Александровна
Параско́вья Алекса́ндровна Шабу́нина (11 (24) сентября 1913 ― 28 сентября 1984) ― доярка колхоза имени Свердлова Сысертского района Свердловской области, Герой Социалистического труда (1958).

## Биография
Родилась 24 сентября 1913 года на территории современной Нижегородской области. По национальности ― русская.
Вскоре родители Шабуниной переехали в Екатеринбургский уезд Пермской губернии, где поселились в селе Патруши (на территории современного Сысертского района Свердловской области). В 1936 году трудовую деятельность начала в 12-летнем возрасте в местном колхозе имени Свердлова. Затем она перешла работать на молочно-товарную ферму, отобрала от высокоудойных коров лучших тёлочек, выращивала их на повышенных рационах. Достаточный уход за животными и длительная подготовка к растёлу предопределили отличный результат: в первый же год первотёлки дали по 3477 килограммов молока.
Шабунина постоянно увеличивала показатель по надоям молока в своей группе коров, постоянно была в передовиках среди доярок колхоза. В 1957 году она уже надоила по 5018 килограммов молока на каждую фуражную корову своей группы. Это был самый высокий результат по надою молока по Свердловской области, который доярки Бородулинского совхоза Сысертского района смогли достичь только через 30 лет.
8 марта 1958 года Указом Президиума Верховного Совета СССР за выдающиеся успехи, достигнутые в увеличении производства молока и мяса и сдачи государству сельскохозяйственных продуктов, Парасковье Александровне Шабуниной было присвоено звание Героя Социалистического Труда с вручением Ордена Ленина и Золотой медали «Серп и Молот».
Данным указом высокого звания была удостоена также другая передовая доярка ближайшего Бородулинского совхоза Сысертского района Е. В. Котикова (Пирожкова), с которой Парасковья Александровна постоянно соревновалась.
Неоднократно становилась участницей Всесоюзной сельскохозяйственной выставки (ВСХВ) и Выставки достижений народного хозяйства (ВДНХ) СССР. Награждена орденом Ленина (8 марта 1958 года), медалями, а также медалями ВДНХ СССР, в том числе большой серебряной (1955).
В 1969 году вышла на заслуженный отдых, персональный пенсионер союзного значения. Проживала в селе Патруши Сысертского района.
Скончалась 28 сентября 1984 года. Похоронена на Арамильском городском кладбище.